# آرمان آبوویان
آرمان آبوویان (Արման Վլադիմիրի Աբովյան؛ زادهٔ ۳ سپتامبر ۱۹۷۳) یک سیاستمدار و پزشک اهل ارمنستان است. از سال ۲۰۱۸ عضو مجلس ملی جمهوری ارمنستان از سوی حزب ارمنستان شکوفا می‌باشد.